# Idioma hitita
El hitita (𒌷𒉌𒅆𒇷 nišili / "el idioma de Neša", o nešumnili / "el idioma de la gente de Neša"), también conocido como nesita es la lengua muerta hablada en la antigüedad por los hititas, pueblo que creó un imperio centrado en la antigua Hattusa (actual Bogazköy) en el norte de Anatolia central (hoy Turquía). La lengua se habló aproximadamente entre (probablemente antes de) 1600 a. C. y 1100 a. C. Hay algunos testimonios de que la lengua hitita y lenguas cercanas a ella continuaron hablándose en Anatolia durante varios siglos después de la caída del Imperio Hitita y del último de los textos hititas conocidos.
El hitita es la más antigua lengua indoeuropea conocida. Debido a marcadas diferencias en su estructura y fonología, en un primer momento algunos filólogos, el más notable de ellos Warren Cowgill, argumentaron que debería ser clasificada como hermana de las lenguas indoeuropeas, en vez de como lengua hija. Sin embargo, más recientemente, muchos investigadores han llegado a aceptar al hitita como lengua descendiente del protoindoeuropeo, y algunos estudios han mostrado que sus características inusuales son fruto principalmente de innovaciones posteriores.

## Aspectos históricos, sociales y culturales

### Historia
Los archivos de Bogazköy-Hattusa han sido descubiertos en varios lugares de la ciudadela, en el complejo del Gran Templo y en la 'Casa sobre la loma'. Aunque la mayoría de los textos tratan sobre asuntos religiosos (oráculos, himnos, oraciones, mitos, rituales y festividades) también contienen material histórico, político, administrativo, literario y legal. Aparte de esos géneros, hay un material usado por los escribas para su trabajo de enseñanza, que incluye listas de palabras, nombres y prescripciones rituales, en los que se refleja un exhaustivo conocimiento de los asuntos tratados. Los textos sumerios hallados en esos archivos pertenecen a esta clase de literatura. Para los tratados y correspondencia con potencias extranjeras, se usó el acadio como lengua diplomática del periodo, lo que significa que tanto el sumerio como el acadio fueron lenguas obligatorias de conocimiento para los escribas, siendo dos de las ocho lenguas halladas en los archivos hititas.
Al principio, la identidad indoeuropea del hitita fue oscurecida por dos factores: la presencia de un abundante número de palabras no indoeuropeas y la ausencia de inflexión que se hubiera esperado en una lengua indoeuropea más antigua que el sánscrito védico o que el griego homérico. Pero el elemento exótico en el vocabulario es fácilmente explicable como el sustrato de un periodo prolongado de exposición a un medio no indoeuropeo, aunque no hay explicación convincente para la sorprendente simplicidad del sistema morfológico.

### Denominación
"Hitita" es un nombre moderno, elegido tras la (aún disputada) identificación del reino de Hattusa con los hititas mencionados en el Antiguo Testamento.
En textos multilingües encontrados en emplazamientos hititas, los pasajes escritos en la lengua hitita son precedidos por el adverbio nešili (o nasili, nisili), "en la lengua de Neša (Kaneš)", una importante ciudad antes de que el imperio cayera. En una ocasión se registra Kanisumnili, "en la lengua del pueblo de Kaneš".
Aunque el Imperio Hitita se compuso de pueblos de etnias y lenguas diversas, el idioma hitita fue usado en la mayoría de los textos seglares. Pese a los argumentos sobre lo apropiado del término, hitita se ha mantenido como la forma más usada, aunque algunos autores prefieren el de "nesita".

### Hitita antiguo
Los pueblos hitita-luvitas parece que entraron en Anatolia hacia el final del tercer milenio a. C. desplazando a la población autóctona cuya lengua no era indoeuropea. El origen de su procedencia no está claro: tal vez vinieron del este por el Cáucaso o del sur de los Balcanes y Grecia. Un documento en palaico habla del sol levantándose del mar. Durante el segundo milenio a. C. el reino hitita fue uno de los más poderosos en el Medio oriente, con su capital en Hattusa, la actual Bogazköy, a unos 160 km al este de Ankara, en Turquía. Las excavaciones de principios del siglo XX permitieron descubrir 25.000 tablillas de barro escritas muchas de ellas en dos lenguas: sumerio y acadio, y otras en una tercera, desconocida hasta entonces. El hecho de que se usara el carácter cuneiforme para las tres lenguas permitió descifrar la nueva, logrando así desvelarla como la lengua hitita, una lengua indoeuropea.
El material hitita antiguo se puede hallar en nombres propios y en algunos préstamos del dialecto local recogidos en las tablillas de Capadocia (correspondencia comercial en asirio de los colonos asirios que vivieron en Anatolia, especialmente en el emporio de Kültepe, cerca de la actual Kayseri, entre c. 1900 a. C. y 1720 a. C.).
Las tablillas de otros lugares fuera de la capital hitita son raras, solo algunos ejemplos se han encontrado, como en Tarso, Alalakh, Ugarit y Amarna. Esos hallazgos atestiguan el crecimiento de un gran Imperio hitita, especialmente entre c. 1400 a. C. y 1190 a. C. El antiguo hitita, el corpus de escritos más antiguos de una lengua indoeuropea, es conocido por algunas tablillas preservadas en un "antiguo ductus" de escritura que era típico de copias del Reino antiguo (c. 1700 a. C.-1500 a. C.) La etapa intermedia llamada edad oscura entre c. 1500 a. C. y c. 1400 a. C. es descrita como el periodo de la denominada lengua hitita media. La mayor parte de los textos hititas medios y antiguos están preservados en copias del periodo imperial posterior.

### Escritura
Para escribir se utilizó el cuneiforme, lo cual ha pasado a denominarse cuneiforme hitita; es decir, el hitita se escribió en un sistema ideado para anotar un sistema fonológico radicalmente diferente. El cuneiforme adoptado por los hititas es una variante del sistema de escritura originario de Mesopotamia, que se parece mucho al ductus y forma de las tablillas del siglo XVII a. C. de Alalakh. Es posible que el cuneiforme haya sido introducido como resultado de la inducción hitita a los escribas asirios para que desarrollaran sus actividades en la capital hitita durante la primera parte del antiguo Reino, poco después de 1650 a. C. También se ha afirmado que la escritura fue usada para escribir acadio y solo luego empleado para el hitita también.

### Desciframiento de la lengua
La primera reivindicación importante acerca de la afiliación del hitita fue hecha por Jorgen Alexander Knudtzon (1902), en un libro dedicado a dos cartas entre el rey de Egipto y un gobernante hitita, encontradas en Amarna (Egipto). Knudtzon sostenía que el hitita era indoeuropeo, basándose ampliamente en la morfología (lingüística). Aunque carecía de textos bilingües, fue capaz de dar una interpretación parcial de las dos cartas gracias a la presencia de frases hechas en la correspondencia diplomática de la época. Su argumento no fue aceptado mayoritariamente, en parte porque las similitudes morfológicas que Knudtzon había observado entre el hitita y las lenguas indoeuropeas podían encontrarse en lenguas no indoeuropeas, y en parte porque la interpretación de las cartas fue considerada justificadamente como incierta.
Los estudios de Knudzton se habían mostrado acertados sobre una gran cantidad de tablillas escritas en escritura cuneiforme acadia, excepto con las pertenecientes a una lengua desconocida descubierta por Hugo Winckler en el pueblo de Bogazköy, sede de la antigua Hattusa, la capital hitita. Basándose en un estudio de este extenso material, Bedřich Hrozný tuvo éxito al analizar la lengua. Hrozný argumentó que la lengua era indoeuropea en un artículo publicado en 1915 (Hrozný 1915), que pronto acompañó de una gramática (Hrozný 1917). El argumento de Hrozný acerca de la afiliación indoeuropea del hitita era exhaustivo. Se centró en las llamativas similitudes en aspectos idiosincráticos de la morfología, poco probables que ocurrieran por casualidad o préstamos. Esto incluía la alternancia r/n (véase rotacismo) en algunas raíces y alternancia vocálica, ambos vistos en los sorprendentes cambios de la palabra para "agua" entre nominativo singular, wadar y genitivo singular, wedenas. Hrozný presentó además un conjunto de correspondencias regulares de sonidos. Tras un breve paréntesis debido al estallido de la Primera Guerra Mundial, el análisis léxico y gramatical de Hrozný, así como la demostración de la afiliación indoeuropea del hitita, fueron rápidamente aceptados.

## Descripción lingüística

### Clasificación
El hitita es una de las lenguas anatolias. El hitita propiamente dicho es la lengua encontrada en inscripciones cuneiformes en tablillas realizadas a instancia de los reyes hititas. Las inscripciones conocidas como "hitita jeroglífico" contienen realmente textos en una lengua con parentesco cercano, el luvio, en lugar del hitita. Las lenguas licia y lidia también se han atestiguado en territorio hitita. El licio es descendiente del luvio, mientras que el lidio es bastante distinto y no puede ser descendiente ni del hitita ni del luvita. El palaico, hablado asimismo en territorio hitita, se ha encontrado únicamente en textos rituales citados en documentos hititas. En 2023 se encontró en un texto antiguo en Hattusa, la antigua capital hitita, un idioma desconocido, el cual fue llamado kalašma. La rama anatolia incluye igualmente el cario, el pisidio y el sidético.
En las lenguas hitita y luvita hay numerosos préstamos, vocabulario religioso en particular, de las lenguas no indoeuropeas hurrita y hatti. El hatti era la lengua de los hatti, los habitantes de la tierra de los hititas antes de ser absorbidos o desplazados por estos. Textos sagrados y mágicos hititas fueron escritos con frecuencia en hatti, hurrita y acadio, incluso después de que el hitita se convirtiera en la lengua habitual para otro tipo de escritos.
La lengua hitita se ha clasificado tradicionalmente en tres etapas: Antiguo Hitita, Hitita Medio, y Nuevo Hitita, correspondientes al Antiguo (1750 a. C.-1500 a. C.), Medio (1500 a. C.-1430 a. C.) y Nuevo (1430 a. C.-1180 a. C.) Reino del Imperio Hitita. Estas etapas están diferenciadas en parte por aspectos lingüísticos y en parte por aspectos paleográficos. Puesto que la noción del Reino Medio ha sido ampliamente desacreditada, Melchert (Middle Hittite revisited) sostiene que el hitita medio como término lingüístico no está claramente definido y debería entenderse como un período de transición entre antiguo y nuevo hitita.

### Fonología
El hitita fue escrito en una forma adaptada del sistema cuneiforme mesopotámico. Debido a la predominante naturaleza silábica de dicho sistema de escritura, es difícil determinar de forma precisa las cualidades fonéticas de una porción del inventario fonético hitita. Sin embargo, las limitaciones de la escritura silábica se han solventado en mayor o menor medida a través de la etimología comparativa y el examen de las convenciones ortográficas hititas. Los investigadores han inferido los siguientes fonemas como pertenecientes al hitita:
Vocales
| VOCALES |          |         |           |
| VOCALES | Anterior | Central | Posterior |
| ------- | -------- | ------- | --------- |
| Cerrada | i        |         | u         |
| Media   | e        |         | u         |
| Abierta |          | a       | a         |

- Las vocales largas aparecen como alternativas a sus correspondientes vocales cortas cuando están condicionadas por el acento.
- Todas las vocales pueden ocurrir al inicio y al final de palabra, excepto /e/
- El hitita presenta /a/ donde otras lenguas indoeuropeas como latín o celta presentan /a, o/

Consonantes
| CONSONANTES  | Bilabial | Alveolar | Palatal | Velar | Labiovelar | Laringal |
| ------------ | -------- | -------- | ------- | ----- | ---------- | -------- |
| Plosivas     | p b      | t d      |         | k g   | kʷ gʷ      |          |
| Nasales      | m        | n        |         |       |            |          |
| Fricativas   |          | s        |         |       |            | h₂, h₃   |
| Africada     |          | ʦ        |         |       |            |          |
| Aproximantes | w        | r, l     | j       |       |            |          |

- La escritura cuneiforme, tal y como la empleaban los escribas hititas, no distinguía la sonoridad, excepto en los casos donde la escritura de oclusivas sordas era geminada entre vocales. Véase Edgar Sturtevant.
- Todas las obstruyentes y sonantes excepto /r/ aparecen al inicio de palabra. Esto se cumple para todas las lenguas anatolias.
- A final de palabra, se producen los siguientes fenómenos:
  - Entre oclusivas, solo las sonoras aparecen al final de palabra: /-d/, /-g/ son comunes, /-b/ rara.
  - /-s/ ocurre frecuentemente; /-h₂/, /-h₃/, /-r/, /-l/, /-n/ con menos frecuencia; y /-m/ nunca.
  - Las semivocales /w/, /y/ aparecen en diptongos con /a/ y /aː/.

Laringales
El hitita preserva algunas características muy arcaicas perdidas en otras lenguas indoeuropeas. Por ejemplo, ha retenido dos de las tres laringales (h2 y h3 al inicio de palabra). Estos sonidos, cuya existencia fue teorizada por Ferdinand de Saussure sobre la base de la cualidad vocálica en otras lenguas indoeuropeas en 1879, no se preservaron como sonidos independientes en ninguna lengua indoeuropea conocida hasta el descubrimiento del hitita. En hitita, este fonema se escribe como ḫ. El hitita, así como la mayoría de las otras lenguas anatolias, difiere en este asunto de cualquier otra lengua indoeuropea, y el descubrimiento de las laringales en la lengua hitita supuso una contundente confirmación de la hipótesis de Saussure.
La conservación de las laringales, y la carencia de evidencias de que el hitita compartiera características gramaticales existentes en otras lenguas indoeuropeas tempranas, ha llevado a algunos filólogos a creer que las lenguas anatolias se dividieron del resto de protoindoeuropeo mucho antes que las otras divisiones de la protolengua. Algunos han propuesto una familia o superfamilia de lenguas indo-hititas, que incluiría al resto de lenguas indoeuropeas en una rama y a las anatolias en otra. Sin embargo, el grueso de los investigadores continúa reconstruyendo el protoindoeuropeo, y piensan que las lenguas anatolias constituyeron la primera rama del indoeuropeo en separarse.

### Gramática
Como la lengua indoeuropea más antigua documentada, el hitita resulta interesante en gran medida por la carencia de bastantes características gramaticales que exhiben otras lenguas indoeuropeas antiguas, como el sánscrito, latín, griego antiguo, persa antiguo y avéstico. Cabe destacar que el hitita no presenta el sistema de género indoeuropeo masculino-femenino; en su lugar, tiene un sistema de clase nominal rudimentario, basado en la oposición animada-inanimada más antigua, como el protoindoeuropeo.
La gramática hitita presenta un sistema de declinación nominal complejo y un sistema verbal altamente conservador. El idioma está documentado en cuneiforme, y es una de las lenguas indoeuropeas más antiguas en haber sido registradas, aparte del sánscrito védico/sánscrito.
De la numeración hitita solo se conocen cuatro números: 2 da-, 3 tri-, 4 meiu-, 7 sipta-.

#### Morfología
El sistema nominal hitita constaba de nueve casos: nominativo, vocativo, ergativo, acusativo, dativo-locativo, genitivo, adlativo, ablativo e instrumental. Sin embargo, los testimonios registran algunos casos menos en el plural que el singular, y en etapas tardías de la lengua se dio una pérdida de algunos casos en el singular también. Tiene dos géneros gramaticales, común y neutro, y dos números gramaticales, singular y plural. Las terminaciones de caso del hitita se muestran en la siguiente tabla:
|                 | Singular    | Singular  | Plural  | Plural    |
|                 | animado     | inanimado | animado | inanimado |
| --------------- | ----------- | --------- | ------- | --------- |
| Nominativo      | -aš, -š, -Ø | -an, -Ø   | -eš     | -a        |
| Vocativo        | -i, -Ø      | -an, -Ø   | -eš     | -a        |
| Acusativo       | -an         | -an, -Ø   | -eš     | -a        |
| Genitivo        | -aš         | -aš       | -an     | -an       |
| Dativo-Locativo | -i, -Ø      | -i, -Ø    | -aš     | -aš       |
| Adlativo        | -a          | -a        | -aš     | -aš       |
| Ablativo        | -az         | -az       | -az     | -az       |
| Instrumental    | -it         | -it       | -it     | -it       |
| Ergativo        | -anz(a)     | -anz(a)   | -anteš  | -anteš    |
La flexión de los verbos hititas se realiza según dos clases verbales generales, la conjugación en mi y la conjugación en hi. Hay dos voces gramaticales (activa y medio-pasiva), dos modos gramaticales (indicativo e imperativo), y dos tiempos gramaticales (presente-futuro y pasado). Adicionalmente, el sistema verbal dispone de dos formas de infinitivo, un verbo sustantivado, un supino, y un participio.
Los pronombres personales son:
| Persona | Singular | Plural |
| ------- | -------- | ------ |
| 1.ª     | -mu      | -naš   |
| 2.ª     | -ta/-du  | -šmaš  |
| 3.ª     | -ši      | -šmaš  |
Los pronombres demostrativos son:
| Singular | Plural    |
| -------- | --------- |
| ka:š     | ke, kuš   |
| apa:š    | ape, apuš |
Los interrogativos son: kuiš, kueš.

#### Sintaxis
La sintaxis hitita exhibe una propiedad digna de mención típica de las lenguas anatolias. Comúnmente, el inicio de una frase u oración se compone bien de una partícula conjuntiva, bien de una expresión, a la que se añade una cadena enclítica de orden fijo.

## Corpus
El corpus de textos escritos en hitita ha sido indexado en el Catalogue des Textes Hittites -Catálogo de Textos Hititas- (CTH, editado desde 1971 por Emmanuel Laroche).
El CTH está numerado de la siguiente manera:
- Textos históricos (CTH 1-220)
- Textos administrativos (CTH 221-290)
- Textos legales(CTH 291-298)
- Léxicos (CTH 299-309)
- Textos literarios (CTH 310-320)
- Textos mitológicos (CTH 321-370)
- Himnos y oraciones (CTH 371-389)
- Textos rituales (CTH 390-500)
- Textos de inventarios de cultos (CTH 501-530)
- Textos de augurios y oráculos (CTH 531-582)
- Votos (CTH 583-590)
- Textos festivos (CTH 591-724)
- Textos en otras lenguas (CTH 725-830)
- Textos de tipo desconocido (CTH 831-833)

### Muestra de texto hitita
Procedente de El Mito de Telepinu:
Hitita: ma:n-ma-as ANA DUTUSHI ku:rur tugg-as ku:rur e:sdu
Traducción: "Si él es un enemigo para mi majestad, sea también un enemigo para ti"